# Józef Ignacy Kraszewski
Pour les articles homonymes, voir Kraszewski.
Józef Ignacy Kraszewski, armoiries Jastrzębiec, né le 28 juillet 1812 à Varsovie et mort le 19 mars 1887 à Genève, est un écrivain polonais, l'auteur de plus de 600 livres, dont 232 romans. 

## Biographie
Józef Ignacy Kraszewski naît en 1812 à Varsovie. Il est issu d'une petite noblesse terrienne. En 1829, il entreprend des études de sciences humaines à l'université de Vilnius et en décembre 1830, il est arrêté avec d'autres étudiants pour des activités subversives contre le régime tsariste. Il est emprisonné jusqu'en mars 1832 et, grâce à l'intercession de sa tante, supérieure des sœurs visitandines de Vilnius, auprès du gouverneur général, il évite de peu l'enrôlement forcé dans l'armée russe. 
L'une des premières œuvres de Kraszewski est l'histoire en quatre volumes de « Vilnius depuis ses débuts jusqu'en 1750 », écrit en 1840-1842. En 1838, l'écrivain épouse Zofia Woronicz et le couple s'installe en Volhynie, dans le village de Gródek près de Łuck. Les dettes de leur domaine les oblige à le vendre et en 1853, la famille Kraszewski déménage à Żytomierz, où l'écrivain trouve un emploi en tant que curateur d'école. Il devient également directeur du théâtre de Żytomierz, directeur du Club de la Noblesse et président de la Société de Charité.
Kraszewski milite au sein de la noblesse locale pour l'émancipation des paysans. Après avoir voyagé pendant six mois en Europe en 1858, il acquiert également de la sympathie pour les idées démocratiques et économiques de l'Europe occidentale. Mais cela lui apporte peu de popularité parmi les propriétaires fonciers de Volhynie et en 1851, toute la famille Kraszewski part pour Varsovie.
Kraszewski devient le rédacteur en chef de Gazeta Dnia (Gazette du jour) de Leopold Kronenberg, dont il accroît le prestige et le nombre d'abonnés. Il est promoteur du développement économique du pays, de la modernisation de l'économie agricole, de l'industrialisation, du développement de chemins de fer et la création de sociétés commerciales et financières. Il tente également de modérer la flamme insurrectionnelle.
Cependant, après le déclenchement du soulèvement de janvier 1863, il est contraint de quitter Varsovie pour sa critique résolue de la politique du margrave Wielopolski, chef de l'administration civile du Royaume de Pologne sous tutelle russe. Il se rend à Dresde, l'un des principaux centres d'émigration polonaise depuis les partitions de la Pologne, où il organise l'aide aux insurgés polonais obligés à chercher refuge à l'étranger.
À partir de 1873, Kraszewski se consacre exclusivement à l'écriture et publie environ 600 volumes, sans compter ses éditoriaux, les articles de presse et la correspondance privée abondante. Son œuvre est extrêmement prolifique et diversifié et les romans en constitue la partie la plus importante. Pendant 57 ans, il en écrit 232, dont 144 romans sociaux et 88 romans historiques. 
Son roman Conte Ancien est populaire jusqu'à aujourd'hui. Il écrit également des poèmes et des drames. Il est l'auteur des premières grandes études des écrits de Syrokomla et Krasicki. Il est aussi éditeur des lettres de Zygmunt Krasiński et Kazimierz Brodziński.
Il reçoit le titre de docteur honoris causa de l'université de Cracovie en 1879.
En 1883, Kraszewski est de nouveau arrêté à Berlin accusé des activités de renseignement pour la France. L'écrivain effectivement travaille dans les années 1873-1881 avec les services secrets français contre les Prussiens. Le tribunal le condamne à 3,5 ans de prison, mais après 16 mois, en raison de son âge et de sa mauvaise santé, il est libéré sur parole. Peu de temps après, Kraszewski part pour l'Italie puis la Suisse.
Kraszewski est décédé le 19 mars 1887 à Genève, il a été enterré le 18 avril dans la crypte à Skałka à Cracovie.